# Rajko Đurić
Raјko Đurić (în sârbă Рајко Ђурић, în romani Raiko Juric; n. 3 octombrie 1947, Malo Orašje⁠(d), Districtul Podunavlje, Serbia – d. 2 noiembrie 2020, Belgrad, Serbia) a fost un sociolog și scriitor rom din Serbia. A fost activ politic în calitate de lider al Uniunii Romilor din Serbia, unul dintre partidele minorității rome din Serbia.

## Biografie
Đurić s-a născut pe 3 octombrie 1947 în satul Malo Orašje din comuna Semendria, Republica Socialistă Serbia, RSF Iugoslavia. A urmat studii la Facultatea de Filosofie a Universității din Belgrad (1967–1972). În anul 1986 și-a susținut teza de doctor în sociologie, cu titlul Cultura romilor în RSF Iugoslavia. În 1991 s-a mutat la Berlin pentru a se refugia de Războaiele Iugoslave.
A scris 34 de cărți și peste 500 de articole și a colaborat, de asemenea, la realizarea filmelor Am întâlnit țigani fericiți (Skupljaci perja, 1967) al lui Aleksandar Petrović și Vremea țiganilor (Dom za vešanje, 1988) al lui Emir Kusturica, fiind coscenarist neoficial al celui de-al doilea film.
Până când a părăsit Iugoslavia, a lucrat ca redactor-șef la secțiunea culturală a ziarului Politika din Belgrad. A fost președinte al Uniunii Internaționale a Romilor și secretar general al Centrului Rom al asociației PEN International. Scrierile sale literare au fost traduse în peste cinci limbi străine. În anul 2011 a fondat, împreună cu alții, o academie de științe și arte rome la Belgrad, pe care a condus-o în calitate de președinte până la moartea lui.
Rajko Đurić s-a implicat în activitatea politică cu scopul de a apăra interesele populației rome din Serbia. La alegerile parlamentare din Serbia din 2007 Đurić a fost prima persoană de pe lista celor 249 de candidați ai Uniunii Romilor din Serbia. El a obținut 17.128 de voturi, adică 0,42% din voturi, ceea ce i-a permis să fie ales deputat în Adunarea Națională a Serbiei. La alegerile prezidențiale din Serbia din 2008 Rajko Đurić a susținut candidatura președintelui Boris Tadić în primul tur de scrutin. La alegerile parlamentare anticipate, organizate în Serbia în 2008 ca urmare a crizei provocate de declararea independenței Republicii Kosovo, Đurić a fost din nou primul candidat de pe lista Uniunii Romilor din Serbia, care conținea 200 de candidați.
Đurić a murit pe 2 noiembrie 2020 la Belgrad, la vârsta de 73 de ani.

## Scrieri
- Bi kheresko-Bi limoresko, 1975
- Purano svato o dur themestar, 1980
- A i U - A thai U, 1982
- Kultur der Roma und interkulturelle Beziehungen, 1988–1990
- Paradigmen in der Kultur der Roma, 1992
- Die Kultur der Roma und Sinti, 1993